# Jiří Novák (tenista)
Jiří Novák (* 22. březen 1975 Gottwaldov) je bývalý český profesionální tenista a tenisový trenér. V průběhu své kariéry vyhrál 7 turnajů okruhu ATP ve dvouhře a 18 ve čtyřhře. Šest roků byl nejvýše postaveným českým tenistou na světovém žebříčku ATP, nejvýše na 5. místě (21. října 2002). Jeho oblíbeným povrchem kurtů byla antuka. V roce 1999 porazil v 1. kole Wimbledonu tehdy začínajícího Švýcara Rogera Federera. K únoru 2015 byl jediným tenistou na světě, který porazil ve dvouhře Davisova poháru Španěla Rafaela Nadala, když nad ním zvítězil v 1. kole Světové skupiny roku 2004 v Brně, kde Česká republika podlehla Španělsku 2:3.
Jeho mateřským tenisovým klubem je TK Agrofert Prostějov, kde od jara 2012 působí jako trenér Jiřího Veselého.

## Finálové účasti na turnajích ATP (53)

### Dvouhra - výhry (7)
| Č. | Datum             | Turnaj                | Povrch  | Soupeř ve finále    | Výsledek            |
| 1. | 14. leden 1996    | Auckland, Nový Zéland | tvrdý   | Brett Steven        | 6-4 6-4             |
| 2. | 1. listopad 1998  | Mexico City, Mexiko   | antuka  | Xavier Malisse      | 6-3 6-3             |
| 3. | 6. květen 2001    | Mnichov, Německo      | antuka  | Anthony Dupuis      | 6-4 7-5             |
| 4. | 15. červenec 2001 | Gstaad, Švýcarsko     | antuka  | Juan Carlos Ferrero | 6-1 6-75 7-5        |
| 5. | 13. červenec 2003 | Gstaad, Švýcarsko     | antuka  | Roger Federer       | 5-7 6-3 6-3 1-6 6-3 |
| 6. | 10. říjen 2004    | Tokio, Japonsko       | tvrdý   | Taylor Dent         | 5-7 6-1 6-3         |
| 7. | 31. říjen 2004    | Basilej, Švýcarsko    | koberec | David Nalbandian    | 5-7 6-3 6-4 1-6 6-2 |

### Dvouhra - prohry (6)
| Č. | Datum           | Turnaj              | Povrch | Soupeř ve finále   | Výsledek        |
| 1. | 10. březen 1996 | Mexico City, Mexiko | antuka | Thomas Muster      | 6-73 2-6        |
| 2. | 13. říjen 2002  | Vídeň, Rakousko     | tvrdý  | Roger Federer      | 4-6 1-6 6-3 4-6 |
| 3. | 20. říjen 2002  | Madrid, Španělsko   | tvrdý  | Andre Agassi       | W/O             |
| 4. | 2. březen 2003  | Dubaj, SAE          | tvrdý  | Roger Federer      | 1-6 6-72        |
| 5. | 28. září 2003   | Šanghaj, Čína       | tvrdý  | Mark Philippoussis | 2-6 1-6         |
| 6. | 6. únor 2005    | Delray Beach, USA   | tvrdý  | Xavier Malisse     | 6-76 2-6        |

### Čtyřhra - výhry (18)
| Č.  | Datum             | Turnaj                         | Povrch  | Partner        | Soupeři ve finále                      | Výsledek    |
| 1.  | 17. září 1995     | Bogota, Kolumbie               | antuka  | David Rikl     | Steve Campbell MaliVai Washington      | 7-6 6-2     |
| 2.  | 29. říjen 1995    | Santiago, Chile                | antuka  | David Rikl     | Shelby Cannon Francisco Montana        | 6-4 4-6 6-1 |
| 3.  | 31. březen 1996   | Casablanca, Maroko             | antuka  | David Rikl     | Tomas Carbonell Francisco Roig         | 7-6 6-3     |
| 4.  | 14. červenec 1996 | Gstaad, Švýcarsko              | antuka  | Pavel Vízner   | Trevor Kronemann David Macpherson      | 4-6 7-6 7-6 |
| 5.  | 19. říjen 1997    | Ostrava, Česko                 | koberec | David Rikl     | Donald Johnson Francisco Montana       | 6-2 6-4     |
| 6.  | 8. únor 1998      | Split, Chorvatsko              | koberec | Martin Damm    | Fredrik Bergh Patrik Fredriksson       | 7-6 6-2     |
| 7.  | 16. srpen 1998    | Orange Prokom Open, San Marino | antuka  | David Rikl     | Mariano Hood Sebastian Prieto          | 6-4 7-6     |
| 8.  | 23. srpen 1998    | Indianapolis, USA              | tvrdý   | David Rikl     | Mark Knowles Daniel Nestor             | 6-2 7-6     |
| 9.  | 1. listopad 1998  | Mexico City, Mexiko            | antuka  | David Rikl     | Daniel Orsanic David Roditi            | 6-4 6-2     |
| 10. | 13. únor 2000     | Dubaj, SAE                     | tvrdý   | David Rikl     | Robbie Koenig Peter Tramacchi          | 6-2 7-5     |
| 11. | 16. červenec 2000 | Gstaad, Švýcarsko              | antuka  | David Rikl     | Jerome Golmard Michael Kohlmann        | 3-6 6-3 6-4 |
| 12. | 23. červenec 2000 | Stuttgart, Německo             | antuka  | David Rikl     | Lucas Arnold Ker Donald Johnson        | 5-7 6-2 6-3 |
| 13. | 5. listopad 2000  | Stuttgart, Německo             | tvrdý   | David Rikl     | Donald Johnson Piet Norval             | 3-6 6-3 6-4 |
| 14. | 1. duben 2001     | Miami, USA                     | tvrdý   | David Rikl     | Jonas Björkman Todd Woodbridge         | 7-5 7-63    |
| 15. | 5. srpen 2001     | Montreal, Kanada               | tvrdý   | David Rikl     | Donald Johnson Jared Palmer            | 6-4 3-6 6-3 |
| 16. | 18. červenec 2004 | Stuttgart, Německo             | antuka  | Radek Štěpánek | Simon Aspelin Todd Perry               | 6-2 6-4     |
| 17. | 31. červenec 2005 | Umag, Chorvatsko               | antuka  | Petr Pála      | Michal Mertiňák David Škoch            | 6-3 6-3     |
| 18. | 16. červenec 2006 | Gstaad, Švýcarsko              | antuka  | Andrei Pavel   | Marco Chiudinelli Jean-Claude Scherrer | 6-3 6-1     |

### Čtyřhra - prohry (22)
| Č.  | Datum             | Turnaj                  | Povrch  | Partner        | Soupeři ve finále                  | Výsledek         |
| 1.  | 6. srpen 1995     | Praha, Česko            | antuka  | David Rikl     | Libor Pimek Byron Talbot           | 5-7 6-1 6-7      |
| 2.  | 5. listopad 1995  | Montevideo, Uruguay     | antuka  | David Rikl     | Sergio Casal Emilio Sánchez        | 6-2 6-7 6-7      |
| 3.  | 12. listopad 1995 | Buenos Aires, Argentina | antuka  | David Rikl     | Vince Spadea Christo Van Rensburg  | 3-6 3-6          |
| 4.  | 18. únor 1996     | Dubaj, SAE              | tvrdý   | Karel Nováček  | Byron Black Grant Connell          | 0-6 1-6          |
| 5.  | 10. listopad 1996 | Moskva, Rusko           | koberec | David Rikl     | Rick Leach Andrej Olchovskij       | 6-4 1-6 2-6      |
| 6.  | 2. srpen 1998     | Umag, Chorvatsko        | antuka  | David Rikl     | Neil Broad Piet Norval             | 1-6 6-3 3-6      |
| 7.  | 4. říjen 1998     | Mallorca, Španělsko     | antuka  | David Rikl     | Pablo Albano Daniel Orsanic        | 6-7 3-6          |
| 8.  | 17. leden 1999    | Auckland, Nový Zéland   | tvrdý   | David Rikl     | Jeff Tarango Daniel Vacek          | 5-7 5-7          |
| 9.  | 11. duben 1999    | Estoril, Portugalsko    | antuka  | David Rikl     | Tomas Carbonell Donald Johnson     | 3-6 6-2 1-6      |
| 10. | 25. duben 1999    | Monte Carlo, Monako     | antuka  | David Rikl     | Olivier Delaitre Tim Henman        | 2-6 3-6          |
| 11. | 10. říjen 1999    | Bazilej, Švýcarsko      | koberec | David Rikl     | Brent Haygarth Aleksandar Kitinov  | 6-0 4-6 5-7      |
| 12. | 15. říjen 2000    | Vídeň, Rakousko         | tvrdý   | David Rikl     | Jevgenij Kafelnikov Nenad Zimonjić | 4-6 4-6          |
| 13. | 29. říjen 2000    | Moskva, Rusko           | koberec | David Rikl     | Jonas Björkman David Prinosil      | 2-6 3-6          |
| 14. | 18. únor 2001     | Kodaň, Dánsko           | tvrdý   | David Rikl     | Wayne Black Kevin Ullyett          | 3-6 3-6          |
| 15. | 8. červenec 2001  | Wimbledon, Anglie       | tráva   | David Rikl     | Donald Johnson Jared Palmer        | 4-6 6-4 3-6 6-76 |
| 16. | 14. říjen 2001    | Vídeň, Rakousko         | tvrdý   | David Rikl     | Martin Damm Radek Štěpánek         | 3-6 2-6          |
| 17. | 6. leden 2002     | Dauhá, Katar            | tvrdý   | David Rikl     | Donald Johnson Jared Palmer        | 3-6 6-75         |
| 18. | 17. únor 2002     | Kodaň, Dánsko           | tvrdý   | Radek Štěpánek | Julian Knowle Michael Kohlmann     | 6-710 5-7        |
| 19. | 8. září 2002      | US Open, USA            | tvrdý   | Radek Štěpánek | Mahesh Bhupathi Max Mirnyj         | 3-6 6-3 4-6      |
| 20. | 13. říjen 2002    | Vídeň, Rakousko         | tvrdý   | Radek Štěpánek | Joshua Eagle Sandon Stolle         | 4-6 3-6          |
| 21. | 18. leden 2004    | Auckland, Nový Zéland   | tvrdý   | Radek Štěpánek | Mahesh Bhupathi Fabrice Santoro    | 6-4 5-7 3-6      |
| 22. | 10. říjen 2004    | Tokio, Japonsko         | tvrdý   | Petr Pála      | Jared Palmer Pavel Vízner          | 1-5 skreč        |

## Davisův pohár (17)
Jiří Novák se zúčastnil 17 utkání v Davisově poháru, s bilancí 17-5 v dvouhře a 10-2 ve čtyřhře.